# 425 Cornelia
A 425 Cornelia (ideiglenes jelöléssel 1896 DC) a Naprendszer kisbolygóövében található aszteroida. Auguste Charlois fedezte fel 1896. december 28-án.